# 北海道放送
北海道放送株式會社（日语：／ Hokkaido Hōsō Kabushiki-gaisha */?），通稱北海道放送，簡稱HBC，是日本的一家以北海道為播出範圍的廣電兼營台。北海道放送的廣播服務於1952年3月10日開播，識別呼號為JOHR，是JRN和NRN聯播網成員。電視服務於1957年4月1日開播，電視識別呼號為JOHR-DTV，遙控器號碼是1頻道，是JNN聯播網成員。北海道放送是北海道第一家民營廣播公司，也是日本第七家民營廣播公司和第五家民營電視公司。

## 資本構成
下表列出2015年3月31日時北海道放送的主要股東:212：
| 資本金         | 發行股份總數 | 股東數 |
| -------------- | ------------ | ------ |
| 4億9,500萬日元 | 2,200股      | 185    |

| 股東                       | 持股數 | 比例  |
| -------------------------- | ------ | ----- |
| 共栄火災海上保險           | 184股  | 8.36% |
| 明治安田生命保险           | 174股  | 7.90% |
| 北洋銀行                   | 092股  | 4.18% |
|                            | 088股  | 4.00% |
| 北海道銀行                 | 081股  | 3.68% |
| 三菱UFJ信託銀行            | 077股  | 3.50% |
| 日本受託信託銀行           | 074股  | 3.36% |
| 東京放送控股               | 070股  | 3.18% |
| 毎日放送                   | 060股  | 2.72% |
| 中部日本放送               | 060股  | 2.72% |
| RKB毎日放送                | 060股  | 2.72% |
| 北海道新聞社會福祉振興基金 | 060股  | 2.72% |

## 歷史
1950年「電波三法」（《電波法》、《放送法》、《電波監理委員會設置法》）通過之後，北海道亦出現申請設立民營廣播的運動。北海道放送在1951年4月21日獲得預備執照，成為最初獲得播出執照的16家民營廣播公司之一:32。同年11月30日，北海道放送正式登記成立公司，總部設在大丸大樓:34。翌年3月10日，北海道放送正式開始播出廣播節目，當時每日從早晨6時開始播出，晚間22時30分收播，每日播出15小時節目（16時至17時停播）:38。
1953年，北海道放送開始申請電視播出執照:50。1954年7月，北海道放送在函館市舉辦的北洋博覽會上試驗播出電視訊號，成為日本第二家播出電視訊號的民營電視:56。翌年北海道放送在札幌市亦展開實驗電視播出:58。1956年10月，北海道放送的技術人員前往中國參加在北京市舉辦的日本商品展示會，並在中國進行了三週的實驗電視播出:58。同時北海道放送決定不參與NHK主導的札幌電視塔建設，而是在手稻山頂修建訊號發射塔:51。1956年11月29日，北海道放送獲得電視預備執照:59。翌日北海道放送在手稻山頂修建的36米高鐵塔竣工，令北海道放送擁有當時日本最大的單一訊號站電視訊號覆蓋範圍:52。當時恰好駐日美軍歸還1和2頻道的使用權，北海道放送希望獲得1頻道，但NHK強烈反對，NHK認為民營電視台不應使用比NHK小的頻道號碼（NHK是第3頻道），北海道放送應該使用4頻道:55。在北海道放送的堅持下，郵政省同意北海道放送使用1頻道:59-60。1957年3月1日北海道放送開始播出試驗訊號，並於3月15日獲得正式執照:60。憑藉手稻山訊號發射站的高度優勢，北海道放送在開播時即可覆蓋北海道約9成的地區:60。3月23日，北海道放送開始進行試播:60。
1957年4月1日，北海道放送正式開播，成為日本在三大都市圈之外第一家民營電視台:60。在開播五年內，北海道放送電視部門在函館、室蘭、旭川、釧路設置轉播站，基本覆蓋北海道全境:68-69。1959年，北海道放送加入JNN聯播網，成為JNN的創始成員:69-70。1962年3月22日，北海道放送工會發動長達437小時的罷工，導致北海道放送電視部門自3月28日無法播出節目，是日本民營廣播史上最長的罷工:70。
1966年3月，北海道放送開始播出彩色電視節目:96。北海道放送全面轉播了1972年札幌冬奧會:112，累計轉播時間在民營電視各台中排名第一:118。同年北海道放送成為日本第五家實施週休二日制的民營廣播公司:143。1978年度，北海道放送營業額達107.01億日元，首次超過100億日元:156。
自1982年至1991年，北海道放送連續10年獲得全日時段收視率冠軍:160。1984年度，北海道放送獲得收視率三冠王，是北海道首次有電視台達成這一成就:160。但在1980年代中期後，隨著北海道文化放送和札幌電視台的收視率相繼大幅提高，北海道放送的收視率被上述兩家電視台超過:98-99:209。北海道放送還積極參與文化事業。1997年，北海道放送主辦了維也納愛樂樂團札幌公演:260-261。
1996年4月，北海道放送開設了官方網站:244-245。為節約成本，北海道放送在1997年將其在札幌以外的節目播出地區統合為道南（函館、室蘭）、道北（旭川、北見）、釧路、帶廣四個地區:262。1998年，北海道放送啟用了以猴子為設計概念的吉祥物Monsuke:244。在世紀之交時，北海道放送的收視率有所回升。在開播50週年的2001年，北海道放送啟用了新商標:284。這一年北海道放送在黃金時段的收視率時隔12年獲得單獨第二位:275。2006年6月1日北海道放送開始播出數位電視訊號，並於2011年7月24日停止播出類比電視訊號。

## 廣播部門
在開播初期，北海道放送的廣播節目以新聞:42、聽眾參加型節目:44、廣播劇:45為主。開播5年後，北海道放送已設有函館、旭川、帶廣、北見、網走、室蘭、釧路七個放送局:68。1950年代後期開始，受到電視興起的影響，廣播聽眾急速減少，北海道放送的平均收聽率從1955年的28.1%下降到1961年的8.2%:74。對此北海道放送廣播部門提高資訊節目的比例，以適應聽眾在收聽廣播的同時從事其他活動的需求:74。1960年代後期汽車開始普及之後，北海道放送的廣播廣告費重新開始增加:76。北海道放送在1969年開始播出面向年輕聽眾的深夜節目《通宵北海道》（オールナイト北海道）:80-81。1970年，北海道放送廣播開始播出《HBC活力週六》（HBCダイナミックサタデー）節目，時長達4小時，是東京以北第一個大型長時間直播廣播節目:78-80。
1984年，北海道放送廣播設立根室放送局，時隔26年再次開設廣播放送局:194-196。此後北海道放送廣播還在留萌、苫小牧、稚內新設放送局:196。1992年8月1日，北海道放送開始播出AM立體聲廣播節目，是日本第10家播出AM立體聲節目的電台:224。2016年，北海道放送開始提供FM廣播補充服務。

## 電視部門
自1960年開始，北海道放送就參與製作東芝週日劇場的製作:62。1972年，北海道放送播出了以同年札幌冬奧為題材的電視劇《氣球飄起的時刻》（風船のあがる時）:133。1976年，北海道放送製作的週日劇場作品《幻之町》（幻の町）獲得了文化廳藝術祭優秀賞:174-175。此後北海道放送還製作過《遠方繪本》（遠い絵本）、《遙遠故鄉》（遥かなる故郷）、《蘋果樹下》（林檎の木の下で）、《薩哈林薔薇》（サハリンの薔薇）等在海外取景拍攝的電視劇:176。至1993年週日劇場改為連續劇為止，北海道放送為週日劇場製作了154部作品:227。此後北海道放送仍參與製作週一特別電視劇，製作了眾多懸疑題材的單集電視劇:228-229。
北海道放送的第一個大型帶狀自製新聞節目是1975年開始播出的《電視港6》:144-145。作為JNN基幹局之一，北海道放送還承擔開設海外支局的任務。1980年，北海道放送設立了JNN聖保羅支局，是其第一個海外支局:186。1993年，北海道放送關閉聖保羅支局，設立JNN遠東支局，並於1995年將遠東支局從俄羅斯薩哈林州遷至符拉迪沃斯托克:186。2001年，北海道放送廢除遠東支局，開設莫斯科支局:186。2005年，北海道放送開設北京市支局。而在北海道內的新聞報道方面，1993年北海道西南近海地震時，HBC是最先採訪到現場畫面的民營電視台:232。1997年，北海道放送率先播出北海道拓殖銀行破產新聞:252。2000年，北海道放送憑藉對有珠山噴發的報道而獲得JNN特別賞:233。2000年，北海道放送將傍晚的新聞節目改名為《電視港2000》:274。現在北海道放送在平日傍晚播出的自製新聞資訊節目是《KYO-DOKI》，自2010年開始播出。
北海道放送在1972年開始在平日午後播出帶狀自製資訊節目《Pack2》，成功獲得主婦觀眾:143-144。該節目還曾發行過紙本雜誌:144。該節目播出至1993年，是歷史長達21年的長壽節目:227。1993年，北海道放送將午後的資訊節目和《電視港6》整合為3小時的大型新聞資訊節目《HBC傍晚廣角·電視一番星》:230。2000年，北海道放送在上午和午後同時開始播出新的帶狀資訊節目《朝維他TV》和《維他命TV》:274。
1985年，北海道放送在週六午後播出《縱橫無盡》節目，連線北海道放送在北海道各地的放送局，播出當地的新鮮話題:148。該節目在1986年改編為《Hot Night北海道》，在每週二晚間22時播出，聚焦北海道本地話題:149-150。1993年，該節目迎來播出300期紀念:230。現在北海道放送自製的在晚間及深夜時段播出的綜藝節目有自2017年開始播出，由小崇小敏主持的《成吉思談!》。
北海道放送製作過眾多紀錄片節目。1981年，北海道放送製作的《歌唱「第九」的小鎮》（第九を歌った町～北海道·清水町～）獲得了文化廳藝術祭優秀賞，並在之後每隔10年製作一部續篇:204。1986年的《大草原的少女》（大草原の少女みゆきちゃん）在播出後獲得巨大反響，不僅實現系列化，還銷售至海外播出:208-209。1999年北海道放送製作的紀錄片《新俄羅斯紀行》在12家JNN加盟台播出:255。北海道放送在2003年製作的紀錄片《不良少年回母校》記錄日本眾議院議員義家弘介的真實事蹟，在2003年改編為同名TBS電視劇。

## 攝影棚
北海道放送在開播當時總部位於大丸大樓，但各部門分散在札幌市內的五處，嚴重影響效率:67。1957年7月，北海道放送從石狩支廳和日本紅十字會購買土地，用於修建HBC會館:68。HBC會館由久米建築事務所設計，松村組修建，耗資3.5億日元:68。1959年9月30日，HBC會館竣工，屋頂建有36米高的天線塔:68。1967年，HBC會館擴建了新館部分:432。2001年，北海道放送對HBC會館進行全面翻新:286。
2017年，北海道放送宣布將拆除和HBC會館相鄰的立體停車場，修建新總部大樓。新總部地上有9層，地下有1層；總樓面面積是12,376平方公尺，和舊總部基本相同。設計和監理同樣由久米設計負責，施工則由熊谷組修建，於2018年9月開始施工，2020年3月竣工。新總部設有三個電視攝影棚和四個廣播錄音棚。其中電視第2攝影棚可製作4K節目。

## 國際合作
北海道放送自1970年代開始積極拓展國際合作。1977年，北海道放送和美國俄勒岡州波特蘭KGW電視台簽訂姊妹台協議，是北海道放送第一個海外姊妹台:184。現在北海道放送已有五個海外姊妹台，除了波特蘭的KGW之外，還包括1987年和加拿大亞伯達省艾德蒙頓的CFRN-DT電視台簽訂協議；1988年和中國遼寧電視台簽訂交流協議；1988年和蘇聯國家廣播電視委員會簽訂合作協議；1990年和波蘭國營廣播電視委員會簽訂合作協議:184-185。1991年，北海道放送展開了「HBC薩哈林救援募款」活動，將募得善款用於援助蘇聯解體後極度混亂的薩哈林民眾生活:236-237。

## 註释
1. ↑  「三冠」指全日（6:00-24:00）、黃金時段（19:00-22:00）、晚間時段（19:00-23:00）三個時段皆獲得收視率第一。

## 外部連結
- HBC北海道放送 （页面存档备份，存于）
- HBC函館放送局 （页面存档备份，存于）
- HBC旭川放送局 （页面存档备份，存于）
- HBC北海道放送官方的X（前Twitter）
- HBC電視台（北海道放送）的Instagram帳戶
- 北海道放送的Facebook專頁
- YouTube上的HBC 北海道放送頻道
- HBC少年管弦樂團 （页面存档备份，存于）
- HBC少年少女合唱團 （页面存档备份，存于）